# 穆赫托洛沃
穆赫托洛沃（羅馬化：Mukhtolovo）是俄罗斯下诺夫哥罗德州的市级镇，属阿尔达托夫区，地处下诺夫哥罗德州西南部，位于区行政中心阿尔达托夫东北、州府下诺夫哥罗德西南方。镇内设有同名铁路车站。
该地2021年人口有4,445人；2010年人口5,005；2002年人口5,711；1989年人口5,868。